# Colonia San Francisco, Morelos
Colonia San Francisco är en ort i Mexiko.   Den ligger i kommunen Atlatlahucan och delstaten Morelos, i den sydöstra delen av landet, 60 km söder om huvudstaden Mexico City. Colonia San Francisco ligger 1 523 meter över havet och antalet invånare är 1 004.
Terrängen runt Colonia San Francisco är kuperad norrut, men söderut är den platt. Runt Colonia San Francisco är det tätbefolkat, med 613 invånare per kvadratkilometer. Närmaste större samhälle är Cuautla Morelos, 10,1 km söder om Colonia San Francisco. Omgivningarna runt Colonia San Francisco är en mosaik av jordbruksmark och naturlig växtlighet.